# Complexe de Carney
Pour les articles homonymes, voir Carney.
Décrit en 1985, le complexe de Carney est une maladie génétique caractérisée par l'association d'anomalies pigmentaires de la peau, de myxome, de tumeurs ou de dysfonctionnement des tumeurs endocrines et des schwannomes.

Les anomalies cutanées sont la manifestation la plus caractéristique et se manifestent sous forme de lentille cutanée noir ou brune qui augmentent à la puberté.

Les myxomes cardiaques se manifestent à tout âge et se rencontrent dans n'importe quelle cavité cardiaque. Les manifestations comprennent embolie, insuffisance cardiaque et arrêt cardiaque. Les myxomes se rencontrent aussi au niveau de la peau, du sein, de l'oropharynx et l'appareil génital féminin.

Le quart des patients a un syndrome de Cushing. Des calcifications des cellules de Sertoli sont présents chez tous les adultes mâles. 75 % des patients ont un nodule thyroïdien le plus souvent de type adénomateux. L'acromégalie survient chez un patient sur 10. Une tumeur rare des gaines nerveuses, le schwannome psammomateux noir apparaît aussi chez un patient sur 10.

Le diagnostic de cette pathologie est généralement fait vers 20 ans.

## Sources
- (en) Online Mendelian Inheritance in Man, OMIM (TM). Johns Hopkins University, Baltimore, MD. MIM Number:160980
- (en) Online Mendelian Inheritance in Man, OMIM (TM). Johns Hopkins University, Baltimore, MD. MIM Number:605244
- (en) GeneTests: Medical Genetics Information Resource (database online). Copyright, University of Washington, Seattle. 1993-2005